# Santa Ana, Valle de Santiago
Santa Ana är en ort i Mexiko.   Den ligger i kommunen Valle de Santiago och delstaten Guanajuato, i den centrala delen av landet, 230 km nordväst om huvudstaden Mexico City. Santa Ana ligger 1 742 meter över havet och antalet invånare är 1 126.
Terrängen runt Santa Ana är kuperad åt sydväst, men åt nordost är den platt. Runt Santa Ana är det ganska tätbefolkat, med 111 invånare per kvadratkilometer. Närmaste större samhälle är Valle de Santiago, 8,5 km väster om Santa Ana. Trakten runt Santa Ana består till största delen av jordbruksmark.